# Jang Ťia-jü
Jang Ťia-jü (čínsky 杨家玉; * 18. února 1996) je čínská atletka, mistryně světa a později olympijská vítězka v chůzi na 20 km.

## Sportovní kariéra
Hned při své premiéře na světových soutěžích vybojovala v srpnu 2017 v Londýně titul mistryně světa v chůzi na 20 kilometrů. Vytvořila si přitom svůj osobní rekord 1:26:18.
Na LOH 2024 v Paříži se stala olympijskou vítězkou v chůzi na 20 km. Doběhla s 25 vteřinovým náskokem v čase 1:25:54, přičemž se již od 5. kilometru nacházela na prvním místě.